# Distributed Management Task Force
Distributed Management Task Force (DMTF) és una organització d'estàndards de la indústria sense ànim de lucre 501(c)(6) que crea estàndards de gestió oberts que abasten diverses infraestructures de TI emergents i tradicionals, com ara núvol, virtualització, xarxa, servidors i emmagatzematge. Les empreses membres i els socis de l'aliança col·laboren en estàndards per millorar la gestió interoperable de les tecnologies de la informació.
Amb seu a Portland, Oregon, el DMTF està dirigit per un consell d'administració que representa empreses tecnològiques com: Broadcom Inc., Cisco, Dell Technologies, Hewlett Packard Enterprise, Intel Corporation, Lenovo, NetApp, Positivo Tecnologia SA i Verizon.

## Història
Fundat l'any 1992 com el grup de treball de gestió d'escriptori, el primer estàndard de l'organització va ser l'ara heretada interfície de gestió d'escriptori (DMI). A mesura que l'organització va evolucionar per abordar la gestió distribuïda mitjançant estàndards addicionals, com el Common Information Model (CIM), va canviar el seu nom a Distributed Management Task Force el 1999, però ara es coneix com a DMTF.
El DMTF continua abordant la TI convergent i híbrida i el Centre de dades definit per programari (SDDC) amb les seves últimes especificacions, com ara l'estàndard Redfish, SMBIOS, SPDM i estàndards PMCI.

## Normes
Els estàndards DMTF inclouen:
- CADF - Cloud Auditing Data Federation
- CIMI - Cloud Infrastructure Management Interface
- CIM - Model Comú d'Informació
- DASH - Arquitectura d'escriptori i mòbil per al maquinari del sistema
- MCTP: protocol de transport de components de gestió que inclou enllaços NVMe-MI™, I2C/SMBus i PCIe®
- NC-SI - Interfície de banda lateral del controlador de xarxa
- OVF - Format de virtualització oberta
- PLDM: model de dades a nivell de plataforma que inclou l'actualització del firmware, l'habilitació de dispositius Redfish (RDE)
- Redfish: inclosos protocols, esquema, interfície d'amfitrió i perfils
- SMASH - Arquitectura de gestió de sistemes per a maquinari de servidor
- SMBIOS - BIOS de gestió del sistema
- SPDM - Protocol de seguretat i model de dades